# 鬼仏表
鬼仏表（きぶつひょう）とは、大学の学生が教員に対し、単位の取り易さ（出席、レポート、試験の有無や頻度、評価の厳しさ）という観点から行う評価の俗称である。従来は、先輩から後輩へのアドバイスとして作成・伝達されていたが、インターネットの普及に伴い、サイト上で公開され随時アップデートされるものも出てきている。
呼称はそのものズバリの「鬼」「仏」から。

## 鬼仏表の例
- 北海道大学は、同大学公認サークルの北海道大学新聞会が運営するサイトで公開されていた[2]。また、1989年から1993年まで、『GOEMON』（＝五右衛門）という鬼仏表が発行されていたが、これは作家の渡辺一史が、在学中にほぼ独力で執筆したもので、1989年4月に大学生協で売り出された創刊号は、行列していた学生によりたちまち売り切れになった[3]。だが、1991年の第3号では、教官側の批判により、一時生協より店頭に置くのを断られる事態が起こった[4]。1993年の5号で渡辺は『GOEMON』執筆をやめるが、その影響はさだかでないものの、同大学はこの年に学生の授業アンケートの試行に踏み切るに到った[5]。
- 東京理科大学は、東京理科大学新聞会の運営サイトで公開されている[6]。
- 東京大学教養学部では、学内文芸サークル「時代錯誤社」が学生から集めたアンケートをもとに鬼仏表を作成し、冊子「教員教務逆評定」として年2回発行している。時代錯誤社の社員が駒場キャンパス内で不定期に販売するほか、大学生協の店頭でも販売している[7]。
- 大阪大学では、シラバスならぬ『クロバス』が、学内サークルから毎年発売されている。
- 早稲田大学では、非公認サークルのマイルストーン編集会が1981年から発行する情報誌「Milestone Express」に、1996年から講義評価が掲載されるようになった[8]。大学周辺の書店(成文堂など)およびAmazonで入手でき、過年度の情報はKindleでも購入できる。各授業の評価は鬼・仏などではなく、各授業は単位の取りやすさ・授業内容の良さの2つの4点満点の指標が付され、各学部毎の内容が面白い授業・単位が取りやすい楽単・単位が取りにくいドハマリのランキングがある[9][10]。
- 慶應義塾大学では、塾内サークル「塾生総合研究所」から「Reshruit（リシュルート）」が発売されている[11]。書店およびAmazonで購入できる。
- この他、多数の大学を対象とした鬼仏表サイト[12]や、ネット上の掲示板形式による鬼仏表も存在する。

## 評価
上記北海道大学の鬼仏表では、鬼（難）・人（普通）・仏（易）の3段階で評価しているが、もっと段階の多いものなど、表によって違いが見られる。
例えば東京大学の鬼仏表（逆評定）では「人」がなく、基本的に大鬼、鬼、仏、大仏の4段階となり、例外的に大仏よりも易しい「神」「女神」が存在する。
なお、必ずしも「仏」教員に人気があり「鬼」教員が不人気であるとは限らないという。